# Тодор Ґеорґієв
Тодор Ґеорґієв (болг. Тодор Георгиев Сребров) нар. 27 лютого 1882, Чешнегирово — пом. 2 червня 1971, Софія — болгарський офіцер (генерал-лейтенант), начальник штабу армії (1934–1936).

## Біографія
Народився 27 лютого 1882 в селі Чешнегирово поблизу Пловдива. У 1902 закінчив Військове училище в Софії зі званням молодшого лейтенанта і зарахований до 2-ї роти 9-го піхотного полку. У 1905 отримав звання лейтенанта. У 1908 вступив до Миколаївського академії Генерального штабу в Санкт-Петербурзі. У 1909 отримав звання капітана. Після закінчення Академії в 1911 повернення до Болгарії, де продовжив служити у 9-му полку.

## Балканська війна (1912—1913)
Під час Балканської війни (1912—1913) був штабним офіцером, а з 27 квітня 1913 по 11 серпня 1913 — начальник оперативного відділу штабу 2-ї армії.
У період з 1914 по 1915 був ротним командиром 27-го полку. 18 травня 1915 отримав чин майора.

## Перша світова війна (1915—1918)
Під час Першої світової війни (1915–1918) в період 1915–1916 був начальником штабу 3-ї бригади 9-ї піхотної дивізії, а з 28 грудня 1916 був командиром батальйону 57 піхотного полку. З 24 травня 1917 очолював 3-ю бригаду 9-ї піхотної дивізії. З 17 серпня 1917 — підполковник.
Після демобілізації служив у штабі армії, а в 1920 призначений начальником мобілізаційної секції. 30 січня 1923 отримав звання полковника і призначений командиром 7-го піхотного полку.
31 жовтня 1930 був підвищений до генерал-майора.
21 травня 1934 був призначений начальником штабу болгарської армії. З 26 серпня — генерал-лейтенант. 26 грудня 1936 звільнився з армії.
У 1950 — засуджений до смертної кари, яка згодом замінюється на довічне ув'язнення. у 1967 — випущений із в'язниці у зв'язку з похилим віком; 1990/1991 — реабілітований за рішенням Верховного суду.

## Праці
- «Оперативни задачи и директиви» (1941);
- «Оперативни проучвания» (1937);
- «Срочни оперативни донесения. Теория и примери от оперативно гледище» (1942);
- «Стратегия. Лекции. четени на преподавателския курс във Военната академия през учебната 1934 – 1935» (1935).
- «Причини за неуспеха на 2-а армия във войната с гърците» (1914);
- «Изненадата и нейното значение за успеха във време на война»; «Организация и водене на нощен бой»;
- «Задачи, решение, план» — статии във «Военен журнал» (1914 – 1942);
- «Главен инспектор на войската» — статия в «Българска военна мисъл» (1940);
- «По организацията на железопътните дружини»; «Водене на тактически задачи» — статии в «Народна отбрана» (1920 – 1926);
- «Боят на 3/9-а пех. бригада на височината Глоговица»;
- «Командването на 3-а отделна армия в Лозенградската операция през войната с Турция в 1912 г. (Оперативно изследване)» — статии във «Военноисторически сборник» (1937 – 1945);